# Monção kommun, Brasilien
Monção är en kommun i Brasilien.   Den ligger i delstaten Maranhão, i den nordöstra delen av landet, 1 400 km norr om huvudstaden Brasília. Antalet invånare är 31 748.
Följande samhällen finns i Monção:
- Monção

Omgivningarna runt Monção är en mosaik av jordbruksmark och naturlig växtlighet. Runt Monção är det glesbefolkat, med 19 invånare per kvadratkilometer.